# Pseudoanthidium
Pseudoanthidium (лат.) — род пчёл трибы Anthidiini из подсемейства Megachilinae семейства мегахилид.

## Распространение
Род распространён в Африке, Европе и Азии (вплоть до Центральной Азии и Индии). В Палеарктике 20 видов, в России 8 видов.

## Описание
Пчёлы Pseudoanthidium очень похожи на виды рода Anthidium (отсюда и название). Пчёлы длиной от 6 до 11 мм, тело чёрное с жёлтыми отметинами, верхняя сторона брюшка лишь слегка волосистая. У самок нижняя сторона брюшка слегка волосистая (скопа, брюшной коллектор пыльцы). Передние крылья имеют две дискоидальные ячейки.
Pseudoanthidium используется здесь в широком смысле и включает многочисленные виды с компактными мегахилиформными телами, обычно имеющими форму Anthidium s. str. За исключением подрода Micranthidium, голова толстая, а голени бугорчатые на внешней поверхности; но даже у Micranthidium голени грубо пунктированы. Интегумент черный с желтыми отметинами, метасомальные полосы разорваны или сведены к боковым пятнам. Субантеннальный шов обычно дугообразно направлен наружу (хотя не всегда заметен); пронотальная доля пластинчатая; тергит Т6 самца лишен боковых зубцов, кроме подрода Exanthidium; а тергит Т7, не сильно выдающийся, кроме Exanthidium, обычно двулопастной, выемка между долями иногда слабая или отсутствует, край тогда выпуклый, иногда волнистый. Тергальные края, за исключением подрода Royanthidium, довольно широко пунктированы, слабо или сильно раздвоены при боковом виде и часто полупрозрачны. Стерниты S3—S5 самца вогнуты, задний край S3 с зоной волнистых щетинок, кроме Royanthidium, эти щетинки слабые у Pseudoanthidium (Tuberanthidium) brachiatum Michener and Griswold; край по крайней мере S5 вогнут и имеет апикальный латеральный отросток (просто лопасть у Exanthidium), отросток часто вооружен на вершине маленьким гребнем
Pseudoanthidium — это одиночные пчёлы, которые собирают пыльцу и строят гнёзда. Гнёзда строят в полых стеблях или найденных полостях, а расплодные ячейки делают из растительной шерсти. Местные виды олиголектичны и предпочитают собирать пыльцу с Asteraceae (Carduloideae).

## Классификация
Известно более 60 видов.
Согласно Миченеру (2007) род Pseudoanthidium относится к трибе Anthidiini, которая подразделяется на 37 родов, а согласно Litmann et al., Pseudoanthidium относится к группе родов Anthidium с шестью другими родами. Миченер разделил Pseudoanthidium на 6 подродов с 36 видами. Однако, согласно более позднему филогенетическому систематическому исследованию, к Pseudoanthidium относится ряд подродов из других родов группы Anthidium, а также предыдущие роды Neanthidium и Gnathantidium, так что с этим учётом род теперь содержит 12 подродов и, таким образом, не менее 60 видов.
Список подродов (в скобках указано количество видов по Миченеру):
- Branthidium (10)
- Exanthidium (4)
- Gnathanthidium (1)
- Immanthidium (5)
- Mesanthidiellum (3)
- Micranthidium (3)
- Neanthidium (1)
- Pseudoanthidium (18)
- Royanthidium (6)
- Semicarinella (1)
- Tuberanthidium (4)
- Zosteranthidium (1)

### Список видов
- Pseudoanthidium acutum Pasteels, 1984
- Pseudoanthidium alpinum (Morawitz, 1874)
- Pseudoanthidium amoenum (Pasteels, 1969)
- Pseudoanthidium arenosum (Warncke, 1982)
- Pseudoanthidium beaumonti (Benoist, 1950)
- Pseudoanthidium bicoloripenne (Pasteels, 1981)
- Pseudoanthidium brachiatum Michener & Griswold, 1994
- Pseudoanthidium braunsi (Friese, 1904)
- Pseudoanthidium bytinskii (Mavromoustakis, 1948)
- Pseudoanthidium canariense (Mavromoustakis, 1954)
- Pseudoanthidium chenggongense Niu & Zhu, 2021
- Pseudoanthidium circinatum (Wu, 2004)
- Pseudoanthidium cribratum (Morawitz, 1875)
- Pseudoanthidium damaraense (Mavromoustakis, 1936)
- Pseudoanthidium deesense (Mavromoustakis, 1948)
- Pseudoanthidium enslini (Alfken, 1928)
- Pseudoanthidium eximium (Giraud, 1863)
- Pseudoanthidium farsiense Kasparek, 2024 — Иран[5]
- Pseudoanthidium flaviventre Cameron, 1897
- Pseudoanthidium guichardi (Pasteels, 1980)
- Pseudoanthidium guillarmodi (Mavromoustakis, 1951)
- Pseudoanthidium haplogastrum (Mavromoustakis, 1951)
- Pseudoanthidium honestum (Cockerell, 1936)
- Pseudoanthidium immaculatum (Smith, 1854)
- Pseudoanthidium jocosum (Pasteels, 1984)
- Pseudoanthidium junodi (Friese, 1904)
- Pseudoanthidium katbergense (Mavromoustakis, 1940)
- Pseudoanthidium kunesense Niu & Zhu, 2021
- Pseudoanthidium lanificum (Smith, 1879)
- Pseudoanthidium latitarse Pasteels, 1984
- Pseudoanthidium ludingense (Wu, 1993)
- Pseudoanthidium matjesfonteinense (Mavromoustakis, 1934)
- Pseudoanthidium melanurum (Klug, 1832)
- Pseudoanthidium micronitens Pasteels, 1981
- Pseudoanthidium microrubrum Kasparek, 2024 — Марокко[5]
- Pseudoanthidium micrurum (Cockerell, 1935)
- Pseudoanthidium minutulum (Brauns, 1905)
- Pseudoanthidium mlanjense (Mavromoustakis, 1936)
- Pseudoanthidium nanum (Mocsáry, 1881)
- Pseudoanthidium nigronitens (Pasteels, 1984)
- Pseudoanthidium nitidorubrum (Pasteels, 1984)
- Pseudoanthidium obscuratum (Morawitz, 1875)
- Pseudoanthidium ochrognathum (Alfken, 1932)
- Pseudoanthidium octodentatum (Pérez, 1895)
- Pseudoanthidium orientale (Bingham, 1897)
- Pseudoanthidium pictipes (Morawitz, 1894)
- Pseudoanthidium piliventre (Friese, 1913)
- Pseudoanthidium prionognathum (Mavromoustakis, 1938)
- Pseudoanthidium puncticolle (Morawitz, 1888)
- Pseudoanthidium repetitum (Schulz, 1906)
- Pseudoanthidium reticulatum (Mocsáry, 1884)
- Pseudoanthidium rhombiferum (Friese, 1917)
- Pseudoanthidium rotundiventre (Pasteels, 1987)
- Pseudoanthidium sakaniense (Cockerell, 1936)
- Pseudoanthidium scapulare (Latreille, 1809)
- Pseudoanthidium serratocaudatum (Gupta, Sharma & Simlote, 1993)
- Pseudoanthidium sjoestedti (Friese, 1909)
- Pseudoanthidium soliferum (Cockerell, 1911)
- Pseudoanthidium stigmaticorne Dours, 1873
- Pseudoanthidium syriacum Kasparek, 2024 — Сирия[5]
- Pseudoanthidium tajikistanicum Kasparek, 2024 — Таджикистан[5]
- Pseudoanthidium tanganyicola (Strand, 1911)
- Pseudoanthidium tenellum (Mocsáry, 1881)
- Pseudoanthidium tergofasciatum (Pasteels, 1984)
- Pseudoanthidium tertium (Pasteels, 1984)
- Pseudoanthidium truncatum (Smith, 1854)
- Pseudoanthidium tuberculiferum (Brauns, 1905)
- Pseudoanthidium variabile (Pasteels, 1980)
- Pseudoanthidium wahrmanicum (Mavromoustakis, 1953)
- Pseudoanthidium xinjiangense (Wu, 2004)
- Pseudoanthidium yanruae Niu & Zhu, 2021